# Liste der Kulturdenkmäler in Bischheim (Donnersberg)
In der Liste der Kulturdenkmäler in Bischheim sind alle Kulturdenkmäler der rheinland-pfälzischen Ortsgemeinde Bischheim einschließlich des Ortsteils Heubergerhof aufgeführt. Grundlage ist die Denkmalliste des Landes Rheinland-Pfalz (Stand: 27. November 2018).

## Einzeldenkmäler
| Bezeichnung            | Lage                                          | Baujahr         | Beschreibung | Bild                           |
| ---------------------- | --------------------------------------------- | --------------- | --- | ------------------------------ |
| Protestantische Kirche | Bischheim, Flörsheimer Straße 2 Lage          | 12. Jahrhundert | romanisches Turmuntergeschoss (12. Jahrhundert ?), Obergeschosse 18. Jahrhundert; gotischer Chor; spätbarocker Saalbau; neubarocke Vorhalle mit Walmdach, 1910, Architekt Johann Christoph Schreiber, Kirchheimbolanden; Spolien; Glocke, bezeichnet 1791 von Georg Friedrich Schrader, Frankenthal | Fotos hochladen                |
| Kriegerdenkmal         | Bischheim, Flörsheimer Straße, bei Nr. 2 Lage | 1931            | Kriegerdenkmal 1914/18, 1931 von Heinrich Schuler, Kirchheimbolanden | weitere Bilder Fotos hochladen |
| Pfarrhaus              | Bischheim, Hauptstraße 2 Lage                 | 1719            | ehemaliges protestantisches Pfarrhaus; barocker Krüppelwalmdachbau, teilweise Fachwerk, bezeichnet 1719, Fachwerkscheune 18. Jahrhundert | weitere Bilder Fotos hochladen |
| Schulhaus              | Bischheim, Hauptstraße 4 Lage                 | 1821            | ehemaliges Schulhaus; klassizistischer Putzbau, 1821 | Fotos hochladen                |
| Ringmauer              | Heubergerhof Lage                             |                 | Überreste der Ringmauer, stattlicher, wohl spätmittelalterlicher Kalkbruchstein-Mauerzug | weitere Bilder Fotos hochladen |
| Wirtschaftsgebäude     | Heubergerhof, zu Nr. 4 Lage                   | 18. Jahrhundert | Wirtschaftsgebäude, Krüppelwalmdachbau, 18. Jahrhundert; eineinhalbgeschossiges vierteiliges Speicherhaus | Fotos hochladen                |

## Ehemalige Kulturdenkmäler
| Bezeichnung | Lage                       | Baujahr | Beschreibung | Bild |
| ----------- | -------------------------- | ------- | --- | ---- |
| Wohnhaus    | Heubergerhof, Nr. 1/2 Lage | 1604    | ehemaliges Hofhaus; eingeschossiges Doppelwohnhaus, bezeichnet 1604, Nr. 1 mit Wirtschaftsgebäuden; aus Denkmalliste gelöscht | BW   |